# 托尼·罗纳森
安东尼·迪安·罗纳森（英語：Anthony Dean Ronaldson，1972年5月25日—），澳大利亚前职业篮球运动员，职业生涯效力于澳大利亚国家篮球联盟（NBL）。他还代表澳大利亚参加1996年夏季奥运会和2004年夏季奥运会男子篮球比赛。 